# Airtours (Reiseveranstalter)
Airtours (Eigenschreibung: airtours) ist eine Luxusreisemarke der TUI Deutschland GmbH und gehört zu den führenden Luxusreiseveranstaltern Europas.

## Geschichte
Die Airtours international GmbH & Co. KG wurde am  9. Oktober 1967 in Frankfurt mit dem Eintrag im Handelsregister Bad Homburg v. d. H. gegründet. 1970 übernahm die Touristik Union International GmbH (TUI) vollständig die Anteile der Gründungsgesellschafter. Im Jahr 1993 wurde airtours international eine GmbH. 1994 erwarb die Lufthansa Group 50 % der Gesellschaftsanteile, verkaufte diese jedoch schon ein Jahr später wieder an die TUI. Seit 2006 ist Airtours eine Marke der TUI Deutschland GmbH, einer Tochtergesellschaft der TUI Group. Seitdem befindet sich der Unternehmenssitz in Hannover.
Als erster Reiseveranstalter bot airtours in den 1970er Jahren organisierte Flugreisen mit Linienfluggesellschaften in den Orient, nach Mauritius und auf die Seychellen an.

## Portfolio
Zum Portfolio von Airtours gehören etwa 2000 Luxushotels, 32 Schiffe und  60 Rundreisen weltweit. Die Marke wird vor allem im deutschsprachigen Markt von 4800 stationären Reisebüro sowie online vertrieben.